# 黃孔昭
黃孔昭（1428年—1491年），初名曜，后以字行，改字世显，号定轩，晚号洞山迁叟。浙江承宣布政使司台州府黃巖縣（今浙江省黃岩縣）人，明朝政治人物。

## 生平
景泰七年（1456年）丙子科浙江鄉試舉人，天順四年（1460年）中進士，授戶部屯田主事，進都水司員外郎。成化五年（1469年），調戶部文選司郎中。之後升爲右通政，久之，再升南京工部右侍郎。

## 家族
有子黃俌、孫黃綰。